# PC-100

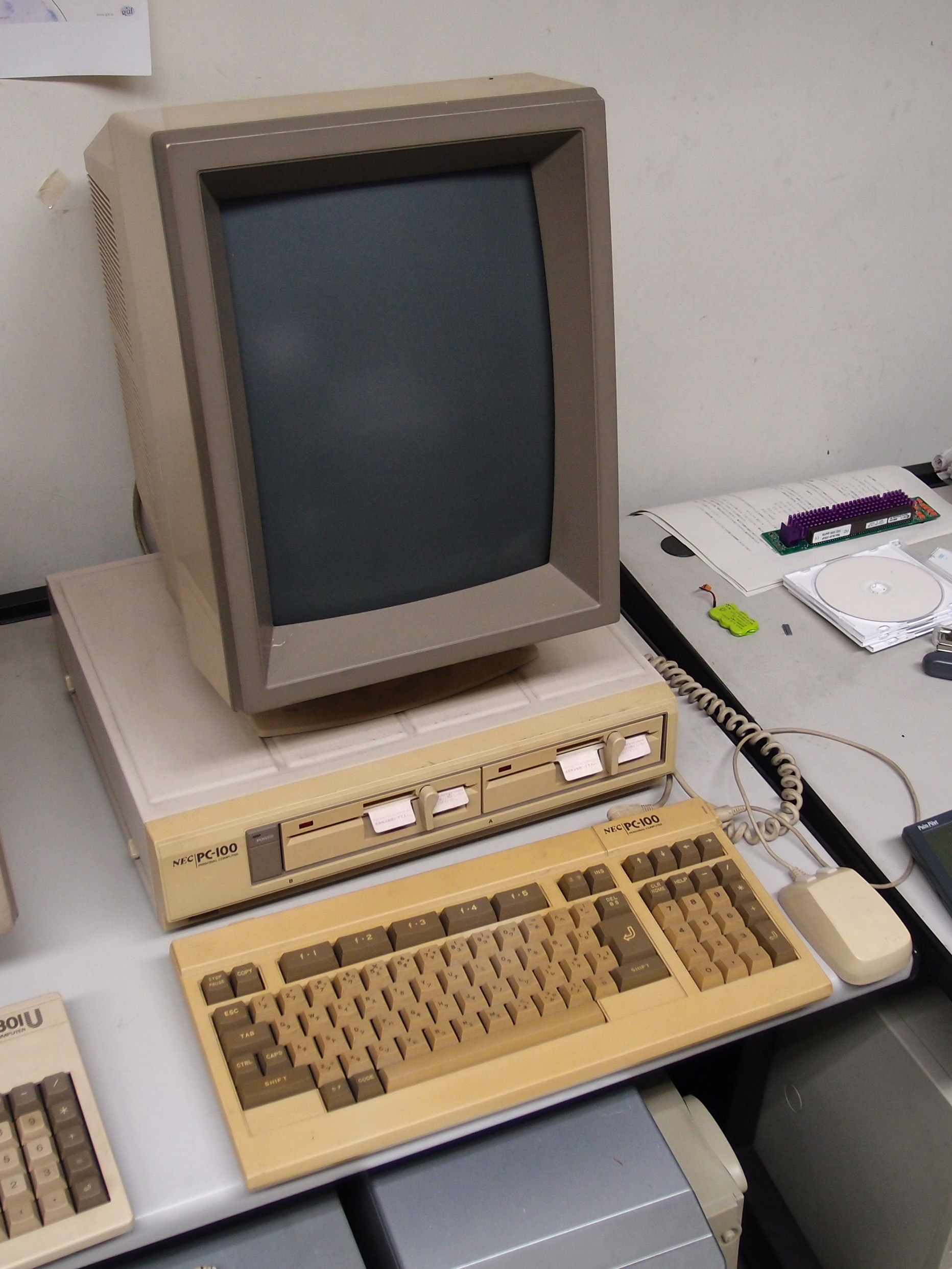
PC-100

PC-100（ピーシーひゃく）は、日本電気(NEC)が1983年10月13日に日本国内向けに発売したパーソナルコンピュータ、およびその商品名である。

## 概要
日本のパソコン史上初の、マウスによるグラフィカルユーザインターフェース（以下GUI）をサポートしたマシンである。アスキーの西和彦の提案により、日本版「Alto」を目指して開発された。
PC-8800シリーズを開発していたNECの電子デバイス事業グループ主導で、開発をNECとアスキーおよび京セラ傘下のサイバネット工業の3社、製造を京セラがそれぞれ担当した。実際の設計は日本マイクロハードの松本吉彦らが担当した。
PC-100は先進的な機能を搭載して評判は良かったが、同じNECの情報処理事業グループが開発したPC-9800シリーズと競合したため、上層部の判断で電子デバイス事業グループはパソコン事業をNECホームエレクトロニクスへ譲渡することになった。

## ハードウェア

### 基本仕様
CPUとしてIntel 8086のNECによるセカンドソース品であるμPD8086-2（8MHz動作モデル）を搭載し、CPUクロックを7MHzに抑える事により、128KBを標準搭載するメインRAMをノーウェイトアクセスで動作させる。最大768KBまで拡張可能。Intel 8087 NDPとIntel 8089 IOPのソケットがある。また、容量360KBの5.25インチ2D（両面倍密度）フロッピーディスクドライブ(FDD)を、model 10は1基、他のモデルは2基を標準搭載する。model 10についても1基を追加搭載可能である。
VRAMはmodel 10とmodel 20は128KB、model 30は512KBを搭載。1024×1024ドットのビットマップVRAMでありテキストVRAMを持たない。ビットマスクおよびビットシフトを通したデータを書き込む機能がある。
GUI実現の上で重要なCRTコントローラやDMAコントローラ、それにI/OコントローラなどにASICによるカスタムチップを積極的に採用して高速化と周辺回路の簡素化を実現し、設計当時としても決して強力とは言い難いCPUで実用に足る応答性能を実現している。

### 画面仕様
専用ディスプレイは縦置き・横置きを切り替えて使用可能である。専用ディスプレイのチルトスタンドに縦置き・横置きを検出する機械式スイッチが搭載されており、画面の表示モードもこれに合わせて自動的に切り替わる。
ディスプレイ横置き時に画面解像度720×512ドット、縦置き時は512×720ドットのビットマップグラフィックを表示可能。論理的には1024×1024ドットのグラフィック画面を備えており、ウィンドウ機能によりグラフィック画面の一部をディスプレイに表示する。これによりビットマップ転送することなく画面を上下左右に自由にスムーズスクロール可能としている。
テキストもビットマップ表示で行うため、専用のテキストVRAMを持つPC-9800シリーズと比べて表示速度が遅いという欠点があった。そのためVRAMを複数プレーン分重ね合わせて持ち、同時に読み書きする事により表示の高速化を図っている。
model 30はカラーボードと称する増設VRAM 128KB×3プレーン実装のドーターボードを標準搭載し、512色中16色のカラー表示が可能である。model 10とmodel 20は標準ではモノクロ表示で、カラーボードを追加搭載することで model 30と同様のカラー表示が可能である。

### その他
GUI実現のキーデバイスであるマウスは、アルプス電気が開発してOEM供給した、初代マイクロソフトマウスの同等品を同梱する。
キーボードもアルプス電気製で、筐体デザインやこのキーボードの外装デザインなどはPC-8800シリーズと同様の意匠となっている。なお、キーボード右側面にマウス接続コネクタを装備する。

## ソフトウェア
当初よりアスキーが国内代理店を務めていたマイクロソフトのMS-DOS Ver.2.01を標準OSとして同梱し、VISUAL COMMAND INTERFACE（VISUAL SHELL、通称：VSHELL）と呼ばれるマウスオペレーションによるGUIシェルプログラムを搭載して、各種アプリケーションもこれらの環境で動作させることを前提として操作体系を極力統一する方針で設計されている。このVSHELLは、MS-DOS上にグラフィカルなシェルを実装するアプローチとして、のちにPC-9801のMS-DOS環境にいくつかのメニューソフトを派生させたルーツとも言われ、またMS-DOS 4.0で実装されたMS-DOS Shellに影響を与えたとも言われている。
その一方で、先進的なハードウェアに合わせて、BASIC全盛のこの時代にあっても、ROM-BASICを搭載していない。
この様な事情から、発売開始時点では市販アプリケーションのラインナップ整備が困難と判断され、ジャストシステムが開発した日本語ワードプロセッサ「JS-WORD」および単文節仮名漢字変換FEP「KTIS」や表計算ソフト「Multiplan」、それにマイクロソフトが標準BASICとして普及を推進していたGW-BASICを基本にマウス入力などへの対応を図ったN100-BASICなどのMS-DOS用アプリケーションが標準添付されている。また、ゲームソフト「ロードランナー」も同梱されている。
ユーティリティソフトとして、N88-DISK BASICで作成されたプログラムをN100-BASICのプログラムに変換する「FILCON」を搭載し、従来の8ビット機用ソフトウェアをPC-100で活用できるようにした。なお、DISK-BASICのファイルフォーマットをサポートしているため、DISK-BASICで作成したファイルから直接MS-DOS形式のファイルに変換可能である。またラインエディタである「EDLIN」の他に、スクリーンエディタとして「MS-NOTEPAD」が付属した。
ワードプロセッサと表計算ソフトによるオフィススイート環境の実現、デバイスドライバ方式によるFEPの組み込み、マウスオペレーションの大胆な採用など、MS-DOS環境での日本語処理環境やGUI環境の基礎となる概念・技術を初めて実装した存在ともいえ、当時の水準では傑出した先進的な製品だった。
標準でGUIに対応していたため、マイクロソフトが開発したWindows 1.0をPC-100で動作するようにしデモを行った。しかし、タイルウインドウ表示のWindowsは注目されず日本向けに製品化されることはなかった。

## PC-100の境遇
数々の先進的な機能を装備し、様々な画期的アプリケーションソフトを同梱する一方で、PC-100の置かれた境遇は、決して恵まれていたとは言えなかった。
当時、NEC社内ではPC-8001以来パソコンの開発に取り組んできた電子デバイス事業グループと、1981年から業務用16ビットパソコン（PC-9800シリーズ）の開発を担当することになった情報処理事業グループが、水面下で主導権を争っていた。あるソフトハウスの社長は、「98グループの口癖は"打倒88"だった」と当時を振り返った。
情報処理グループが総力を挙げて開発したPC-9801は、1983年に入って対応ソフトが出始め、波に乗ろうとしていた。PC-100はPC-9801の後継機であるPC-9801Fと同日に発表された。両者の営業は競合し、販売店からは「どちらの言うことを聞けばいいのか分からない」という意見が出始めた。NECの上層部はこれを把握したものの、下手に決定を下せば社内が分裂しかねないために、動けない状況にあった。1983年12月、かつては電子デバイスグループ直轄の取締役で、パソコン事業の分業体制を作った当人である大内淳義は、電子デバイスグループからパソコン事業を切り離し、家庭用パソコンのPC-6000シリーズを開発していた日本電気ホームエレクトロニクスへ譲渡する決定を下した。大内は当時を次のように振り返った。
電子デバイスというのは、昔は部品屋みたいなものだった。どこに行っても頭ばかり下げていましたよ。ところがようやく世の中が半導体に注目し始めた。パソコンという柱を立てて、さあこれからというときに、止めろと言わなければならない―。しかしあのままいってたら、事業そのものがおかしなことになってしまう。もう仕方がないと思いました。移すのはあのときしかなかったんです。
別の見方では、PC-100は社外開発という事情から社内で重視されることはなかったと推測された。また、ソフトウェアを一式バンドルして先進的な機能を盛り込んだために高価になってしまったこと、従来の機種と互換性がなかったこと、FDDの容量がPC-9801Fに比べて劣っていたことが指摘された。
その後、市場はPC-100の後を追うようにアプリケーションのプラットフォームをBASICからMS-DOSへと急速に移行し、1980年代後半には、NECが社運をかけて売り込んだPC-9800シリーズの全盛時代となって行く。
このような経緯から、PC-100は商業的には失敗作とされ、マニアの間で不遇の名機として語られるところとなった。ゼロックスのStarワークステーションによって提示されたGUIを指向しながらその高価格ゆえに失敗した、同じ1983年に登場したApple ComputerのLisaとも、その広視野なコンセプトに相反する結果を辿ったことで、通じる点がある。
なお、PC-100は当初PC-9801を超えるものとしてシリーズ名をPC-10000として計画されていた。しかし、当時、PC-9800シリーズ用周辺機器は後年に統一名称となったPC-9801-xxだけではなく、PC-98xxと付番されていたものもあり、製品ラインナップ上の整合性の問題などからPC-100に変更された。周辺機器などの型番がPC-10000-xxとされていたことは当初のシリーズ名の名残である。

## その後のPC-100
一般のパソコン市場ではPC-9800シリーズ全盛となった1980年代後半、姿を消したPC-100は、秋葉原などの中古・ジャンク市場に安価に出回り、主にマニアの間で細々と取引されていた。
マニアたちは、PC-9801用のMS-DOS（Ver2.11やVer3.10等）をPC-100で動作させるためのパッチなどを作成し、CPUの8086をピン互換のV30に換装して高速化、FDDを5.25インチ2DD（両面倍密度倍トラック 容量720KB）に乗せ替える等した上で、PC-9801用のバンクメモリカードを用いてメモリをフル増設し、さらにSASIやSCSIなどのインターフェイスを増設してHDDまで接続し、もっぱらMS-DOS互換環境として扱っていた。
PC-100はどのモデルでもソフト、ハードともに2DDドライブに対応しており、FDドライブを2Dから2DDに交換するだけで2DDのFDを利用できた。PC-100がその成立にまつわる事情から、ハードウェア的にPC-9801およびPC-8801シリーズのいずれかから流用した部分が多く、仕様も多分に重複していたため、心得たマニアにはこれらの増設パーツや補修部品の調達が容易だった。
アプリケーションについても市販アプリケーションこそ供給されなかったものの、ハードウェアに依存しないMS-DOSのファンクションのみで動作するソフトウェアが当時の市場やパソコン通信などにも多く存在した。また、フリーソフトやパブリックドメインソフトの一部には、PC-100対応版やPC-100対応モード等が専用に用意されるものや、未対応の一部のアプリケーションについてもPC-9801用のバイナリにパッチを当てて流用する手段が提供された。それらの試みによって、MS-DOSを基準とした環境では一定の実用性、利便性を確保することが可能であった。
2016年9月6日に国立科学博物館の重要科学技術史資料（通称:未来技術遺産）の第00222号として、最早期にマウスとGUIを標準搭載したことを評価され、登録された。

## 派生品
一時期、PC-100をCG用（FDDを5.25インチ2DDにアップグレード、HDDも内蔵）にカスタマイズしたものが、サードパーティーからシステム販売されていた事もある。

## 仕様
- CPU：μPD8086-2（Intel 8086互換）7MHz
- ALU：Intel 8087実装可能（本体基板にソケットを実装）
- IOP：Intel 8089（英語版）実装可能（本体基板にソケットを実装）
- メモリ
  - メインRAM：128KB標準装備（256KBまたは512KB単位で増設、最大768KB）
  - VRAM：128KB標準装備、カラーボード（増設VRAM 128KB×3プレーン）により最大512KB
    - model 10,20：カラーボード・オプション
    - model 30：カラーボード・標準搭載

  - ROM：32KB標準装備（ブート、診断プログラム、キャラクター、フォント、BIOS）
    - JIS第1水準漢字ROM搭載（文字構成16×16ドット、漢字：2,965字、非漢字：約700種）
- 画面解像度
  - ディスプレイ横置き時
    - テキスト（英数カナ表示）：80文字×25行、90文字×25行、90文字×32行、120文字×64行
    - テキスト（日本語表示）：80文字×25行、90文字×25行
    - グラフィック：720×512ドット（VRAM空間上は1024×1024ドット）

  - ディスプレイ縦置き時
    - テキスト（英数カナ表示）：64文字×45行、85文字×45行、85文字×90行
    - テキスト（日本語表示）：64文字×45行
    - グラフィック：512×720ドット（VRAM空間上は1024×1024ドット）
- 画面表示色
  - model 10,20：モノクロ（カラーボード搭載時：512色中16色指定）
  - model 30：カラー（512色中16色指定）
- 補助記憶装置
  - FDD：5.25インチ2D（両面倍密度：360KB） - フロッピーディスクドライブは、PC-8801mkII以降に用いられていたものと同一の5.25インチ2Dドライブ（TEACのFD55B）であるが、MS-DOSのFAT12フォーマットを用いたため、フォーマット後の容量は360KBとなった。
    - model 10：1台（1台増設可）
    - model 20,30：2台

  - FDC：μPD765AC
  - HDD：PC-98H33、PC-98H31を接続可能（5インチ固定ディスクインタフェースボード経由）
- キーボード：セパレートタイプ、8048内蔵[9]
- マウス：キーボード接続方式、マイクロソフトマウス
- 割り込み：μPD8259A（エッジトリガー方式）
- インタフェース
  - RGBアナログ信号出力
  - プリンタインタフェース（パラレルインタフェース、セントロニクス仕様に準拠）
  - シリアルインタフェース（RS-232C規格に準拠、1チャンネル（150〜19200BPS））
- 汎用I/Oスロット
  - 72PINボード用スロット（縦差し式：本体カバーを外して装着）
    - カラー使用時：2スロット（1スロットをカラーボードで占有）
    - モノクロ使用時：3スロット
- BASIC：N100-BASIC（MS-DOS上で稼動）
- 外形寸法
  - 本体：幅400mm×奥行き350mm×高さ100mm
  - キーボード：幅408mm×奥行き195mm×高さ35mm

## 型番

### 本体
- PC-10010（PC-100 model 10）：398,000円（FDD1台搭載）
- PC-10020（PC-100 model 20）：448,000円（FDD2台搭載）
- PC-10030（PC-100 model 30）：558,000円（FDD2台、カラーボード搭載）

### 周辺機器
純正の周辺機器、拡張ボードには、PC-10000-nn（nnは数字）という型番が与えられている。
- PC-10000-03：カラーボード（増設VRAM 128KB×3プレーン、model 10,20用）
- PC-10000-05：256KB増設RAMボード
- PC-10000-06：512KB増設RAMボード
- PC-10000-08：5インチ固定ディスクインタフェースボード
- PC-10000-09：ユニバーサルボード（インタフェース自作用）
- PC-10000-11：増設フロッピーディスクドライブ（model 10用）
- PC-10000-12：PC-IN501用パラレルインタフェースボード

### 専用ディスプレイ
チルトスタンドに縦置き・横置きを検出する機械式スイッチを搭載する。デガウス（消磁）機能付き。
- PC-MD651：専用モノクロディスプレイ（59,800円）
- PC-KD651：専用カラーディスプレイ（198,000円）